# Орбита «Тундра»

Анимация орбиты «Тундра» в геоцентрической системе координат.
эксцентриситет 0,2
эксцентриситет 0,3
Земля

Орбита «Тундра» — один из типов высокой эллиптической орбиты с наклонением в 63,4° и периодом обращения в звёздные сутки (на 4 минуты меньше солнечных суток). Космические аппараты, расположенные на этой орбите, находятся на геосинхронной орбите. Трасса орбиты такого космического аппарата будет напоминать восьмёрку.
В основу орбиты «Тундра» положены те же принципы, что и у другой высокоэллиптической орбиты — орбиты «Молния». Благодаря высокому углу наклонения орбиту «Тундра» выгодно использовать в широтах свыше 50°. В зависимости от аргумента перицентра (ω) орбита может обслуживать как северные (ω = 270°), так и южные (ω = 90°) полушария.

## Использование
Орбита «Тундра» используется спутниками радиовещания «Sirius XM Radio», обслуживающими Северную Америку, спутниками QZSS навигационной системы Японии, а также российскими военными спутниками Тундра, входящими в состав Единой Космической Системы обнаружения и боевого управления.